# Dan Shechtman
Dan Shechtman (hebreiska: דן שכטמן), född 24 januari 1941 i Tel Aviv, är en israelisk kemiforskare som tilldelades Nobelpriset i kemi 2011 för upptäckten av kvasikristaller. När han först observerade sin ikosaederstruktur 1982, betraktades det som ett allvarligt misstag och gick emot den rådande forskningens mainstreamuppfattning om hur kristaller kan se ut. Upptäckten ligger i gränslandet mellan de båda disciplinerna fysik och kemi. När det meddelades vilka som fått Nobelpriset i fysik 2011 var det flera kollegor som beklagade att Dan Shechtman inte fått priset det året heller. Dagen efter meddelades att han fått priset i kemi.
Shechtman är verksam vid Technion, Israel Institute of Technology, i Haifa.

## Biografi
Dan Shechtman föddes i Tel Aviv och växte upp i Ramat Gan strax utanför och som fram till 1948 var en del av Brittiska Palestinamandatet. Hans farföräldrar invandrade till Palestina i början av 1900-talet och startade ett boktryckeri. Som barn läste han Jules Vernes bok Den hemlighetsfulla ön och fascinerades av bokens hjälte Cyrus Smith. Han ville precis som Cyrus Smith vara ingenjör som med kunskaper i fysik och mekanik tycktes kunna skapa ett fantastiskt liv på ön ur ingenting.
Han började studera till maskiningenjör på Technion i Haifa som är ett universitet specialiserat på naturvetenskap och tog examen 1968. Han doktorerade sedan i materialteknik och disputerade 1974..
Som nybliven doktor i materialteknik flyttade han med sin familj, hustru och tre döttrar, till USA där han på uppdrag av The National Research Council och USA:s flygvapen forskade på Wright-Patterson Air Force Base i Ohio. Arbetet i USA varade tre år och han forskade på titanaluminids mikrostruktur och metallurgiska egenskaper. Titanaluminid är en höghållfast och temperaturtålig legering. Efter de tre åren flyttade han tillbaka till Haifa och avdelningen för materialvetenskap på Technion.
Dan Shecchtman är idag professor på Technion och förestår och forskar på Louis Edelstein Center samt Wolfson Centre.

### Kvasikristall
Mellan åren 1981 och 1983 forskade han inom ramen för en form av sabbatsår på Johns Hopkins University på aluminiummetallegeringar och upptäckte den så kallade ikosaedriska fasen som öppnade för det nya forskningsområdet om kvasiperiodiska kristaller.
Detta blev länge kraftigt ifrågasatt, bland annat sa 1954 års mottagare av nobelpriset i kemi Linus Carl Pauling att: "Det finns inga kvasikristaller, bara kvasivetenskap".

## Priser
- Israel Prize, för fysik (1998).[6]
- Wolfpriset i fysik (1999).[7]
- Nobelpriset i kemi för upptäckten av kvasikristaller (2011).[1]